# 토렌트 파일
토렌트 파일(torrent file) 또는 메타 정보 파일(meta-info file)은 비트토렌트 파일 배포 시스템에서 배포할 파일 및 폴더에 대한 메타데이터를 포함하는 컴퓨터 파일이며 일반적으로 참가자를 돕는 컴퓨터인 트래커의 네트워크 위치 목록도 포함한다. 시스템은 서로를 찾아 떼라고 불리는 효율적인 배포 그룹을 형성한다. 토렌트 파일은 일반적으로 확장자 .torrent로 이름이 지정된다.
토렌트 파일은 컴퓨터가 토렌트 클라이언트를 사용하여 정보를 찾을 수 있게 해주는 목차(색인) 역할을 한다. 토렌트 파일을 사용하면 이미 다운로드한 컴퓨터에서 원본 파일의 작은 부분을 다운로드할 수 있다. 이러한 "피어"를 사용하면 기본 서버에 추가로 또는 기본 서버를 대신하여 파일을 다운로드할 수 있다. 토렌트 파일에는 배포할 콘텐츠가 포함되어 있지 않다. 여기에는 이름, 폴더 구조, 크기, 파일 무결성 확인을 위한 암호화 해시 값 등 해당 파일에 대한 정보만 포함된다.
토렌트 시스템은 개별 클라이언트가 서버에서 파일을 가져오는 대신 중앙 서버의 로드를 완화하기 위해 만들어졌다. 토렌트는 파일 전송에 필요한 대역폭을 크라우드 소싱하고 대용량 파일을 다운로드하는 데 필요한 시간을 줄일 수 있다. 다양한 리눅스 배포판과 같은 많은 프리웨어 프로그램 및 운영 체제는 앞서 언급한 이점을 원하는 사용자에게 토렌트 다운로드 옵션을 제공한다. 미디어 파일과 같은 기타 대용량 다운로드도 토렌트되는 경우가 많다.

## 같이 보기
- 마그넷 URI 스키마